# Dear Mama
Singles de 2Pac
Papa'z Song
(1994) So Many Tears
(1995)
Pistes de Me Against the World
Lord Knows It Ain't Easy
Dear Mama est une chanson de l'artiste de hip-hop 2Pac. Le morceau a été produit par Tony Pizarro pour le troisième solo album de 2Pac, Me Against the World, et publié en single le 21 février 1995. Cette chanson, écrite par 2Pac, est une ode à sa mère, Afeni Shakur.
Premier single extrait de l'album, ce titre est celui qui a connu le plus de succès. La chanson est considérée par les critiques, les fans et les puristes comme l'une des plus grandes chansons de hip-hop de tous les temps et l'une des plus belles de 2Pac. Elle a été classée quatrième au Top 100 des chansons de rap (Top 100 Rap Songs) par About.com.
Cette chanson est conservée à la bibliothèque du Congrès dans le Registre national des enregistrements (National Recording Registry) pour son importance culturelle.
Dear Mama contient un sample de Sadie (1974) des Spinners et un de In All My Wildest Dreams (1978) de Joe Sample.

## Critique et succès commercial
La chanson est restée en tête du Billboard Hot Rap Songs pendant cinq semaines, du Hot R&B/Hip-Hop Songs pendant une semaine, et a atteint la neuvième place au Hot 100. Elle est également restée en tête des ventes des Hot Dance Music Maxi-Singles pendant quatre semaines. Le single a été certifié disque de platine par la RIAA le 13 juillet 1995.
Dear Mama est considérée par beaucoup comme la chanson la plus émouvante et la plus respectée de 2Pac, saluée par de nombreux artistes, comme Eminem qui a déclaré que c'était sa chanson préférée. Elle figure dans l'ouvrage de référence 1001 Songs You Must Hear Before You Die: And 10,001 You Must Download.
En 1998, le titre a été réédité sur l'album posthume de 2Pac intitulé Greatest Hits. Un remix officiel a été produit par Nitty, avec Anthony Hamilton en featuring sur l'album Pac's Life paru en 2006.
Snoop Dogg a déclaré lors d'une interview que cette chanson montrait le côté introspectif de 2Pac, qualité, d'après lui, qui le rendait différent des autres rappeurs qui hésitent ou sont incapables d'une telle démarche.
On peut entendre Dear Mama dans l'épisode Manchild (1-24) de la série New York Undercover.

## Clip
Le clip de Dear Mama a été réalisé par Lionel C. Martin alors que 2Pac était incarcéré. Aussi, un sosie a dû être utilisé pour certaines scènes. La mère de 2Pac, Afeni Shakur, est présente dans le clip, feuilletant un album contenant des photos de 2Pac jeune. On y voit également des coupures de presse relatives aux Black Panthers, en allusion à son passé activiste.

## Personnel
- Producteur : Tony Pizarro
- Coproducteurs : DF Master Tee, Moses
- Ingénieur du son : Tony Pizarro
- Mixage : Paul Arnold, Cedric Shirokov
- Voix : 2Pac
- Choristes : Sweet Franklin, Reggie Green